# اچ‌ام‌سی‌اس اونگاوا (جی۱۴۹)
اچ‌ام‌سی‌اس اونگاوا (جی۱۴۹) (به انگلیسی: HMCS Ungava (J149)) یک کشتی بود که طول آن ۱۸۰ فوت (۵۵ متر) بود. این کشتی در سال ۱۹۴۰ ساخته شد.